# Стекляр, Борис Ефимович
Борис Ефимович Стекляр (укр. Борис Юхимович Стекляр; 29 января 1923, Новоград-Волынский, Новоград-Волынский район, Киевская область, Украинская ССР, СССР — 18 января 2018, Ровно, Ровненская область, Украина) — советский и украинский военный деятель, участник Великой Отечественной войны, полковник КГБ СССР.

## Биография

### Молодые годы
Борис Ефимович Стекляр родился 29 января 1923 года в городе Новоград-Волынский в семье кадрового военного. По происхождению — из украинских евреев: мать Евгения Давидовна (1900—1942) — еврейка, а отец Ефим Яковлевич (1900—1943) — украинец. Впоследствии во всех анкетах писал в графе «национальность» — «украинец». Сестра — Циля.
Окончил 10 классов средней школы. На следующий день после выпускного, Борис отправился в военкомат и попытался записаться добровольцем, но получил отказ, так как ему ещё не исполнилось 18 лет. После этого Стекляр отправился в расположение 38-го батальона связи 12-й армии Юго-западного фронта, где знали его отца и потому не отказали, назначив на должность мотоциклетного пулеметчика.

### Военная служба
19 декабря 1942, по приказу командования, мое отделение было направлено за линию фронта для взятия в плен артиллерийского офицера, но мы столкнулись с немецкой разведкой, которая шла на нашу сторону фронта. Завязался бой, в котором мы одержали победу, но во время боя я одновременно с немцем попали друг у друга. Мой выстрел оказался более метким: немец упал замертво, а его пуля попала мне в левую ногу. Слава богу, ребята не бросили, сделали из плащ-палаток носилки и тащили меня на себе 12 километров, за это я им благодарен до сих пор.
Во время тяжелых боев в начале войны Стекляр был дважды контужен, но каждый раз быстро возвращался на службу. Попав в окружение под Уманью, во время октябрьского отступления получил ранение головы и очнулся только в санитарном поезде по пути в город Акбулак Оренбургской области. Выписавшись из госпиталя, в октябре 1941 года он поступил в учебную роту истребителей танков. В декабре 1941 года Стекляр получил направление на Калининский фронт под город Ржев, где был отобран во взвод полковой разведки 908-го стрелкового полка 246-й стрелковой дивизии 29-й армии. 29 января 1942 года вышел в первую разведку, но долго не продержался, так как в декабре 1942 года получил тяжелое ранение в левую ногу во время выполнения специального задания по захвату немецкого офицера за линией фронта, за которое был награждён медалью «За боевые заслуги».
После двухмесячного лечения в госпитале в городе Можге под Ижевском был направлен на Сталинградский фронт. С января 1942 года по март 1943 года Стекляр командовал отделением разведки и по совместительству исполнял обязанности заместителя политрука взвода разведки 491-го противотанкового артиллерийского полка, участвовавшего в боях под Сталинградом. За ряд успешно проведенных разведывательных операций был повышен в звании до сержанта и награжден медалью «За отвагу».
С марта 1943 года по март 1944 года Стекляр учился в 1-м Ленинградском артиллерийском училище, располагавшемся в городе Энгельс Саратовской области. Его товарищем по учёбе был Юрий Дроздов, будущий генерал и руководитель советской нелегальной разведки. После окончания училища с отличием по специальности «артиллерийский разведчик» он получил звание младшего лейтенанта и был назначен командиром взвода разведки 211-го артиллерийского полка 61-й армии 1-го Белорусского фронта. При освобождении Белоруссии был в передовых порядках пехоты и корректировал артиллерийский огонь, за что был награждён орденом Красной Звезды. После этого Стекляр был направлен на 2-й Прибалтийский фронт, где участвовал в освобождении Риги, за что был награжден орденом Отечественной войны II степени. В ноябре 1944 года, после освобождения Прибалтики, получил направление в Польшу, где принял участие в освобождении Варшавы, во время которого за захват немецкой военной техники, в том числе самоходных установок «Фердинанд», был награжден орденом Отечественной войны I степени.
В январе 1945 года Стекляр вступил в КПСС. 11 февраля 1945 года он получил ранение в левое бедро и был отправлен в полевой медсанбат в недалёком тылу, а в апреле вновь вступил в строй. 18 апреля 1945 года во время переправы своего взвода на лодках на западный берег реки Одер Стекляр поддерживал непрерывную связь с командным пунктом командира дивизиона и батареи, обеспечив управление огнём, за что был награждён орденом Красного Знамени. Взводу Стекляра выдали одно из многих «знамён Победы» и отправили на Берлин, но бои уже кончились. Взвод осел в городе Эберсвальде, где Стекляра хотели назначить заместителем коменданта, но он отказался, вступив в специальный отряд для дежурства и сбора оружия у населения. Победу встретил в Германии, в городе Виттенберг, однако на этом война для Стекляра не закончилась — в мае 1945 года он был назначен командиром роты СМЕРШ в Берлине. В августе 1945 года лейтенант Стекляр получил направление на Дальневосточный фронт, однако боевые действия на Дальнем Востоке уже завершались разгромом Квантунской армии и капитуляцией Японии, и эшелон, в котором следовала его часть, успел доехать лишь до Новосибирска.

### Карьера в органах госбезопасности
Стекляр собирался поступить в один из ленинградских технических вузов, о чём мечтал ещё с 1941 года, но однажды его вызвали в штаб дивизии и предложили учиться в специальном учебном заведении, где готовили сотрудников для работы в органах государственной безопасности. Стекляр окончил с отличием в Новосибирскую школу контрразведки, где изучил юридические дисциплины, прошёл боевую подготовку, обучился стрельбе и рукопашному бою. В 1946 году поступил на службу в МГБ СССР, где получил направление в центральный аппарат в Москве, но отказался и попросил командирования на Западную Украину, а именно в Ровенскую область. Придя с войны, Стекляр попал на новый фронт; в 1940—1950-х годах он считался одним из главных специалистов по борьбе с украинскими националистами на Ровенщине. В 1952 году окончил Ровенский вечерний университет марксизма-ленинизма, а 1958 году — Ровенский педагогический институт по специальности «преподаватель русского языка и литературы». В КГБ Стекляр был «опером» и старшим «опером», потом дослужился до заместителя начальника отделения, стал начальником отделения, а затем перешёл в управление, пройдя путь от капитана и майора до подполковника. По данным из личного дела Стекляра, хранящегося в архиве СБУ, он служил в лагерях системы «ГУЛАГ», в некоторых колониях которой до 1960-х годов отдельно содержались политические заключённые, в том числе известные украинские диссиденты, пытавшиеся и в заключении объединяться в подпольные организации. Так, в частности, во время работы в Дубравлаге (Мордовская АССР) председатель КГБ УССР Виталий Никитченко объявил Стекляру благодарность «за умело подготовленные мероприятия по развенчанию идеологии украинских буржуазных националистов и показу достижений Украинской ССР за годы Советской власти».

### В отставке
В 1976 году полковник Стекляр вышел в отставку с должности начальника отдела управления по Ровенской области. После этого в течение 33 лет он возглавлял отделение международного агентства «Интурист» по городу Ровно и области, а затем ушёл на пенсию. Проживал с дочерью Ириной на Соборной улице в Ровно. В округе считался местным героем войны и регулярно приглашался на парады, посвящённые победе над нацизмом.
Скончался 18 января 2018 года после тяжелой болезни. В некрологе в газете «Красная звезда», официальном издании министерства обороны России, было отмечено, что «светлая память об отважном командире взвода фронтовой разведки, мужественном сотруднике контрразведки, умело выявлявшем на послевоенной Западной Украине оставленную немцами агентуру и предателей, навсегда сохранится в наших сердцах».

## Дело Нила Хасевича
Стекляр, как опытный контрразведчик и бывший член СМЕРШ, принял активное участие в подавлении деятельности Украинской повстанческой армии, в частности, в операции по поиску Нила Хасевича. В 1985 году совместно с Теодором Гладковым для книги «Чекисты рассказывают…» написал очерк «Рассказы полковника Бондаря», в котором изложил свою версию операции по поиску Хасевича, фигурирующего в книге в отличие от Стекляра под настоящим именем. По данным Стекляра, Хасевич был назначен нацистами судьёй, выносил приговоры в отношении местных жителей «за невыполнение поставок продовольствия немецко-фашистской армии, невыход на принудительные работы, укрывательство бежавших из плена красноармейцев, окруженцев и евреев, помощь партизанам», участвовал в экзекуциях, а также являлся агентом СД и его вели по отдельному делу под кодовым названием «Берлога». 4 марта 1952 года в селе Суховцы Хасевич, по словам Стекляра, несмотря на предложение сдаться, убил двух своих соратников, а потом застрелился. Стекляр приказал «метнуть в лаз гранату», после чего в бункере, где укрылся Хасевич, «грохнул […] взрыв»:
Живых в бункере не оказалось. При свете аккумуляторного фонаря Бондарь увидел три трупа. У одного отсутствовала нога — «Зот». В руке бандит продолжал сжимать автомат. Последнюю очередь, это было видно по позе, он выпустил не в лаз, а в одного из своих охранников — «Павло», должно быть, сделавшего попытку сдаться. «Павло», как потом установило следствие, сам умел рисовать и резать по дереву. Видимо, он помогал «Зоту» изготавливать клише. Второй охранник «Богдан» был убит разрывом гранаты.
Тела были выставлены на всеобщее обозрение для устрашения, а затем захоронены в неизвестном месте. За участие «в операции по ликвидации бандглаваря» Стекляр был поощрён благодарностью и месячным окладом.
Это была моя работа. Я делал правое дело. Те, кто остались в живых из бандеровцев — наша беда.
В последующие годы Стекляр в разговоры о борьбе с УПА не вступал, а дело Хасевича если и комментировал, то только российским изданиям. Узнав о рассекречивании информации о деятельности органов госбезопасности на Ровенщине в 1940—1950-х годах согласно закону Украины «О доступе к архивам репрессивных органов коммунистического тоталитарного режима 1917—1991 годов» от 2015 года, в августе 2016 года Стекляр подал иск в Ровенский окружной административный суд с требованием запретить доступ к своему личному делу, хранящемуся под номером № 2095 в архивах Службы безопасности Украины и с которым ещё в прошлом году пытался ознакомиться директор Украинского института национальной памяти Владимир Вятрович. На заседание истец не явился, но обратился в суд с заявлением оставить дело без рассмотрения, что и было сделано. В мае 2017 года Вятрович наконец смог ознакомиться с делом Стекляра, а некоторые документы с замазанными чернилами сведениями о служебных поощрениях появились в свободном доступе в Интернете.
В апреле 2017 года стало известно о том, что Генеральная прокуратура Украины в связи с расследованием гибели Хасевича возбудила уголовное дело в отношении 94-летнего Стекляра по пунктам 1, 8 части 2 статьи 115 Уголовного кодекса Украины (Умышленное убийство двух и более лиц, в связи с исполнением этим лицом служебного или общественного долга). По данным Национального центра правовой защиты, инициировавшего расследование, Стекляр руководил операцией МГБ по поиску и уничтожению Хасевича и лично бросил гранату в бункер, в котором он скрывался. Подателем заявления о расследовании выступил ультраправый активист и руководитель Национального центра правовой защиты Денис Полищук, проходящий подозреваемым по делу об убийстве Олеся Бузины. По мнению директора Украинского еврейского комитета Эдуарда Долинского, всё это — «издевательство над законом, отрицание морали и справедливости», так как «в качестве жертвы избрали героя войны, многократно раненого, награжденного боевыми орденами и медалями, прошедшего всю войну простого украинского солдата, а впоследствии полковника КГБ Стекляра».

## Награды
- Орден Отечественной войны I степени (14 марта 1945)[33][34]
- Орден Отечественной войны II степени (26 октября 1944)[35][36]
- Орден Красного Знамени (12 мая 1945)[37][38]
- Орден Красной Звезды (29 июля 1944)[39][40]
- Повторно удостоен Ордена Отечественной войны I степени[41], награждён медалями «За отвагу», «За боевые заслуги»[1][2], «За оборону Сталинграда», «За освобождение Варшавы», «За взятие Берлина», «За победу над Германией», и многими другими[7][41].
- Также удостоен Ордена Богдана Хмельницкого III степени[42], звания «Почётный ветеран Украины» и грамоты Верховной рады Украины[укр.][2].